# Cabo Guardián
El cabo Guardián es un accidente geográfico ubicado en el costa norte de la provincia de Santa Cruz, Argentina. A aproximadamente 160 km al sur de la ciudad de Puerto Deseado. Se encuentra al sur de bahía Desvelos y al norte de bahía Laura; aproximadamente en la posición 48°21′S 66°21′O / -48.350, -66.350.
Este sector de la costa se presenta recortada por una serie de cabos, puntas y promontorios de rocas volcánicas ignimbríticas de la Formación Bahía Laura. Al norte y al sur se suceden cordones litorales de rodados distintas alturas. En la parte norte existe un faro del mismo nombre, no habitado de la Marina Argentina, el cual esta en funcionamiento desde el año 1928.

## Reservas naturales
La zona del cabo Guardián está protegida por la Reserva Natural Provincial Intangible Bahía Laura, la que comprende la bahía Laura, entre el cabo Guardián por el norte y punta Mercedes como extremo sur. Existen varias colonias de nidificación de Pingüino de Magallanes, cormorán imperial, cormorán cuello negro, cormorán gris, biguá y gaviota cocinera. También nidifican la skúa chileno, skúa antártico, ostrero negro y ostrero común. Se observa la presencia regular de pato vapor y pato crestón. También existen bosques submareales de cachiyuyo (Macrocystis pyrifera).